# Кортеліський історичний музей
Кортеліський історичний музей — історичний музей у селі Кортеліси Волинської області.

## Історія
Заснований 1974 як музей історії с. Кортеліси на громадських засадах з ініціативи вчителя історії Миколи Гаврилюка. Створенню музею передували чисельні експедиції учнів Кортеліської школи під його керівництвом.
Підпорядковувався Ратнівському райвідділу культури. 
Згідно з дорученням Ради Міністрів УРСР за № 17346/56 від 17.12.79 р. та наказу Міністерства культури УРСР за №1228 від 28.12.79 р. продовжувалась робота по створенню музею в окремому приміщенні. 
5 травня 1980 року, напередодні 35-річчя Перемоги у Великій Вітчизняній війні відбулося урочисте відкриття меморіалу та музею, який мав такі розділи: «Кортеліси в давнину», «Велика Вітчизняна війна», «Діяльність партизанських загонів», «Кортеліська трагедія», «Визволення», «Вшанування пам’яті», окрему діараму «Спалене село», яку привезли з Чернігівщини і удосконалили волинські художники. З того часу музей став центром патріотичного виховання молоді та історико-краєзнавчої роботи. Тут проходили прийоми школярів у жовтенята, піонери, комсомол, проводили уроки Мужності, Пам’яті, приймали присягу воїни.
1980–2000 – відділ Волинського краєзнавчого музею. 
В 2002 році було проведено ремонт приміщення і перебудову експозиції музею (фірма «Пам’ять», директор Олександр Яросевич, художники Олександр Сильвеструк, Георгій Воробей).
02 травня 2023 року Кортеліський історичний музей увійшов як структурний підрозділ до складу комунального закладу «Центр культурних послуг» Ратнівської селищної ради (створений шляхом реорганізації відповідно до рішення Ратнівської селищної ради від 28.02.2023 № 24/13 «Про реорганізацію закладів культури Ратнівської селищної ради», рішення Ратнівської селищної ради від 25.04.2023 № 25/12 «Про затвердження Статуту комунального закладу «Центр культурних послуг» Ратнівської селищної ради»). Підстави: можливість покращити співпрацю музею з іншими закладами культури та більш оперативно вирішувати фінансові проблеми.

## Експонати та експозиційні розділи
Основна частина експозиції музею розповідає про події Другої світової війни.
Нині у фондах – бл. 5 тис. експонатів, серед яких зразки одягу ХІХ ст., а також бойові нагороди учасників Другої світової війни, їхні особисті речі, фотографії, щоденники, записники, листи з фронту, картини.
Розділи більшу частину своєї історії включали: «Кортеліси в давнину», «Велика вітчизняна війна», «Діяльність партизанських загонів», «Кортеліська трагедія» (23 вересня 1942 нацистами спалено 715 дворів і вбито 2875 людей, створено діораму «Спалене село»), «Визволення», «Вшанування пам’яті», «Сьогодення». 
Національно-визвольній боротьбі присвячено виставку "УПА на Ратнівщині". 
У куточку "Захисники України" – фото кортелісців, які брали участь у російсько-українській війні, елементи їхньої зброї та амуніції, прапор спецпідрозділу МВС "Світязь".
Окрема експозиція присвячена уродженцю села Кортеліси, народному депутату України (1994-1995), колишньому директору Кортеліського музею Василю Корнелюку (1956-1995 рр.), який працював у школі, завідував музеєм (1980-1983), був головою сільської ради. На початку 90-х років він був призначений представником Президента України в Ратнівському районі.
"Меморіальний комплекс жертвам фашизму" висотою 6 метрів роботи скульптора Олексія Олійника та архітектора Анатолія Корнєєва розташований навпроти музею